# 华忱之
華忱之（1914年—2002年9月25日），滿族，北京人。

## 生平
酷愛書法，1937年清華大學中文系畢業。歷任廈門大學中文系副教授、華西協合大學教授、四川大學中文系。原治古典文學，後改治現代文學。校訂有《顧亭林詩文集》、《唐孟郊年譜》。
2002年9月25日在成都去世。

## 荣誉
1992年获中国首届满族文学奖荣获誉奖，1999年获中国国际名人协会评审委员会等机构授予的“世界文化名人成就奖”。